# Rafinha (Fußballspielerin)
Rafinha, bürgerlich Rafaela de Miranda Travalão, teilweise auch als Rafaela geführt (* 18. August 1988 in Promissão, São Paulo), ist eine brasilianische Fußballspielerin.

## Karriere

### Verein
Rafinha spielte ab 2004 mehrere Jahre bei Vereinen in ihrem Heimatland, darunter die Erstligisten Foz Cataratas FC, Santos FC und Ferroviária. Mit Letzteren gewann sie im Jahr 2014 das Double aus brasilianischer Meisterschaft und Copa do Brasil. Da sie zu Jahresbeginn 2015 zunächst nicht Teil des brasilianischen Aufgebots war, das die Vorbereitung auf die Weltmeisterschaft in Angriff nahm, wechselte sie in die NWSL und schloss sich gemeinsam mit ihrer Landsfrau Bia den Boston Breakers an. Nach Stationen bei Flamengo Rio de Janeiro (Oktober 2015 bis März 2016) und bei Corinthians São Paulo (März bis Juni 2016), wechselte sie im Juli 2016 nach Österreich zum SKN St. Pölten. Nach zwölf Spielen, in denen Rafinha drei Tore erzielt hatte, ging sie im Januar 2017 in ihre Heimat.

### Nationalmannschaft
Rafinha nahm mit der brasilianischen U-20-Nationalmannschaft an der U-20-Weltmeisterschaft 2008 teil und war Teil des brasilianischen Aufgebots bei der Sommer-Universiade 2013. Wenige Tage vor Beginn der Weltmeisterschaft 2015 wurde Rafinha als Ersatz für Érika in das brasilianische Aufgebot nachnominiert.
| Länderspieltore |       |            |                   |           |       |          |                       |
| Tor             | Spiel | Datum      | Ort               | Gegner    | Stand | Endstand | Anlass                |
| #1              | 3     | 12.03.2014 | Santiago de Chile | Kolumbien | 1:0   | 2:1      | Südamerikaspiele 2014 |

## Erfolge
- 2019: Brasilianische Meisterschaft (Ferroviária)
- 2017: Österreichische Meisterschaft
- 2014: Brasilianische Meisterschaft (Ferroviária)
- 2014: Brasilianischer Pokalsieg (Ferroviária)
- 2021: Staatsmeisterin von Rio Grande do Sul (SC Internacional)